# Red and Anarchist Skinheads

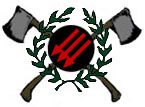
Das originale RASH-Logo aus New York City. Im deutschen Sprachraum werden andere Logos verwendet.

Red and Anarchist Skinheads (RASH) ist die größte Vereinigung kommunistischer und anarchistischer Skinheads mit vielen Orts- und Landesgruppen weltweit. RASH wurde 1993 von Mitgliedern der (inzwischen aufgelösten) Mayday Crew New York gegründet, nachdem antirassistische aber homophobe Skinheads einen Homosexuellen ermordet hatten. Sie wollten sich damit klar gegen Homophobie, Xenophobie, Rassismus, Faschismus und Kapitalismus aussprechen.
Im deutschen Sprachraum waren sie rund um die Zeitschrift „Revolution Times“ organisiert. Heute nimmt das Fanzine Red&Black der RASH-Sektion Berlin-Brandenburg diese Stelle ein.

## Redskins
Dieser Begriff verbindet die Bezeichnung rot („red“), was im Allgemeinen für Anhänger des Sozialismus und Kommunismus verwendet wird, mit dem Wort Skin, das die Kurzform von Skinhead darstellt. Die Gruppierung ist seit etwa 1983/1984 unter der Bezeichnung Redskins bekannt, antifaschistisch und oft militant, zuweilen revolutionär eingestellt und unterstützt die Interessen der Arbeiterklasse.